# David Pallett
David John (Dave) Pallett (Newport, 8 februari 1990) is een Engelse dartsspeler die uitkomt voor de WDF en daarvoor voor de PDC. Zijn beste prestatie is de Halve Finale op de UK Open van 2018. 

## Carrière
Pallett haalde voor het  zijn tourkaart voor 2013/2014 door op de UK Q-School van 2013 als tweede op de Q-School Order of Merit te eindigen. In 2013 gooide Pallett een negendarter op de UK Open Qualifier. Op de German Darts Masters 2014 versloeg hij Jamie Lewis en Andy Hamilton om in de derde ronde te verliezen van Michael van Gerwen. Hij won van Jamie Caven, Jelle Klaassen, Alan Norris en Kim Huybrechts om uitgeschakeld te worden in de halvefinale van de European Darts Matchplay 2015 door Dave Chisnall. In 2019 won hij zijn tourkaart terug voor 2019/2020.
Op 17 juli 2022 won hij in de finale van Challenge Tour 15 met 5-3 van Dennie Olde Kalter en bemachtigde zo zijn eerste Challenge Tour-titel.

## Resultaten op Wereldkampioenschappen

### PDC
- 2015: Laatste 64 (verloren van Adrian Lewis met 0-3)
- 2016: Laatste 32 (verloren van Mensur Suljović met 3-4)

### PDC World Youth Championship
- 2011: Laatste 32 (verloren van John Smith met 2-4)
- 2012: Laatste 64 (verloren van Jamie Lewis met 2-5)

### WDF
- 2023: Laatste 48 (verloren van Thomas Junghans met 0-2)